# Amorosa presenza
Amorosa presenza is een opera in twee akten van Nicola Piovani, met een libretto van Aisha Cesami en Nicola Piovani, gebaseerd op een roman van Vincenzo Cerami. De opera ging op 21 januari 2022 in première in het Teatro Verdi, in Triëst. De hoofdrollen werden vertolkt door de Maria Rita Combattelli als Serena en Motoharu Takei als Orazio. Takei verving op het laatste moment de zanger Giuseppe Tommaso. De regie was in handen van Chiara Muti. Piovani nam de rol van dirigent op zich.
Het libretto was al in de jaren 70 geschreven door Vincenzo Cerami en Nicola Piovani, maar is voor de 21e-eeuwse uitvoering herschreven door Aisha Cerami, de dochter van Vincenzo.
De opera vertelt een liefdesverhaal dat zich afspeelt in een grote stad in de jaren 70. Serena en Orazio worden verliefd op elkaar, maar durven daar niet voor uit te komen. Om hun gevoelens te verbergen, doen ze zich voor als lid van het andere geslacht. Na diverse belevenissen en misverstanden vinden de twee geliefden elkaar uiteindelijk.